# 750
750 (DCCL) var ett normalår som började en torsdag i den julianska kalendern.

## Händelser

### Okänt datum
- Abbasiderna bemäktigar sig kalifatet i Bagdad.
- Slaget vid Bråvalla utkämpas (möjligen detta år).

## Födda
- Leo III, påve 795–816.

## Avlidna
- Bressal mac Áedo Róin, kung av Ulaid.
- Inreachtach mac Dluthach, kung av Uí Maine.